# Гайзуллин, Рамил Мавлитович
Рамил Мавлитович Гайзуллин (род. 25 сентября 1961, Татлы, Башкирская АССР) — музыкант, народный артист Республики Башкортостан (2003), заслуженный артист Российской Федерации (2008).

## Биография
Рамил Мавлитович Гайзуллин родился 25 сентября 1961 года в селе Татлы Белорецкого района БАССР.
В 1996 году окончил Уфимский государственный институт искусств (класс Р. Р. Рахимова), в 2002 году — Башкирскую академию государственной службы и управления при Президенте Республики Башкортостан, в 2010 году — Челябинскую академию культуры и искусств.
С 1987 года работает в Башкирской филармонии артистом кураистом, с 2001 года — художественным руководителем Национального оркестра народных инструментов, основанного его трудами.
Гайзуллин Рамил Мавлитович способен играть одновременно на нескольких музыкальных инструментах: кубызе, хайране, дуплфуруйе (венг. двойная флейта), чооре (кирг. продольная флейта), сыбызге (тат. флейта).

## Репертуар
Узун-кюй («Гильмияза», «Кахым-туря», «Урал» и др.), плясовые наигрыши «Зарифа», «Карабай», «Түңәрәк күл» («Круглое озеро»); мелодии народов мира.
Первым исполнил партии курая в «Варган-синфонии» М. Х. Ахметова (1996).

## Награды и звания
- Заслуженный артист Республики Башкортостан (1994)
- Народный артист Республики Башкортостан (2003)
- Заслуженный артист Российской Федерации (2008)
- Почётная медаль ТЮРКСОЙ в честь Мукана Тулебаева (2019)[5]

## Комментарии
1. ↑  Деревня Татлы[1], относившаяся к Верхнеуральскому уезду, позднее — к Белорецкому району, вошла в состав города Межгорье[2].